# 兹德涅克·纳夫拉特
兹德涅克·纳夫拉特（捷克語：Zdeněk Návrat，1931年5月25日—2023年9月18日），捷克男子冰球运动员。他曾代表捷克斯洛伐克国家队参加1956年冬季奥林匹克运动会冰球比赛，获得第五名。